# Pallacanestro Varese 2023-2024
Questa voce raccoglie le informazioni riguardanti la Pallacanestro Varese nelle competizioni ufficiali della stagione 2023-2024.

## Stagione
La stagione 2023-2024 della Pallacanestro Varese sponsorizzata Openjobmetis, è la 75ª nel massimo campionato italiano di pallacanestro, la Serie A.

## Roster
Aggiornato al 4 aprile 2024.
| Openjobmetis Varese 2023-24 | Openjobmetis Varese 2023-24 |
| Giocatori                   | Staff tecnico               |
| --------------------------- | --------------------------- |

| N. | Naz.                                       | Ruolo | Nome                | Anno | Alt.   | Peso   |  |
| -- | ------------------------------------------ | ----- | ------------------- | ---- | ------ | ------ |  |
| 0  | Stati Uniti (bandiera)                     | P     | Vinnie Shahid       | 1998 | 180 cm | 76 kg  |  |
| 1  | Stati Uniti (bandiera)                     | AP    | James Young         | 1995 | 198 cm | 98 kg  |  |
| 2  | Stati Uniti (bandiera)                     | C     | Willie Cauley-Stein | 1993 | 213 cm | 109 kg |  |
| 2  | Stati Uniti (bandiera) · Belgio (bandiera) | AG    | Michael Gilmore     | 1995 | 208 cm | 95 kg  |  |
| 4  | Italia (bandiera)                          | P     | Niccolò Mannion     | 2001 | 190 cm | 86 kg  |  |
| 6  | Italia (bandiera)                          | C     | Scott Ulaneo        | 1998 | 206 cm | 98 kg  |  |
| 7  | Stati Uniti (bandiera)                     | C     | Skylar Spencer      | 1994 | 206 cm | 107 kg |  |
| 8  | Italia (bandiera)                          | GA    | Tomas Woldetensae   | 1998 | 196 cm | 89 kg  |  |
| 10 | Cina (bandiera) · Italia (bandiera)        | P     | Wei Lun Zhao        | 2005 | 182 cm | 74 kg  |  |
| 11 | Italia (bandiera)                          | PG    | Davide Moretti      | 1998 | 190 cm | 81 kg  |  |
| 13 | Italia (bandiera)                          | P     | Matteo Librizzi     | 2002 | 181 cm | 70 kg  |  |
| 18 | Italia (bandiera)                          | A     | Nicolò Virginio     | 2003 | 205 cm | 88 kg  |  |
| 21 | Canada (bandiera)                          | G     | Olivier Hanlan (C)  | 1993 | 193 cm | 86 kg  |  |
| 22 | Stati Uniti (bandiera)                     | AP    | Sean McDermott (C)  | 1996 | 198 cm | 88 kg  |  |
| 24 | Italia (bandiera)                          | A     | Elisèe Assui        | 2006 | 191 cm | 105 kg |  |
| 25 | Francia (bandiera)                         | G     | Hugo Besson         | 2001 | 193 cm | 89 kg  |  |
| 37 | Italia (bandiera)                          | C     | Leonardo Okeke      | 2003 | 212 cm | 108 kg |  |
| 44 | Stati Uniti (bandiera)                     | A     | Gabe Brown          | 2000 | 201 cm | 94 kg  |  |
| -  | Italia (bandiera)                          | PG    | Edoardo Bottelli    | 2005 | 191 cm | 73 kg  |  |

| Allenatore                                                                                      |
| - Tom Bialaszewski                                                                              |
| Assistente/i                                                                                    |
| - Marco Legovich - / Herman Mandole Legenda - (C) Capitano - (IN) Inattivo - Infortunato Roster |

## Mercato

### Sessione estiva
| P  | Vinnie Shahid       | Niagara River Lions | svincolato |
| PG | Davide Moretti      | V.L. Pesaro         | svincolato |
| G  | Olivier Hanlan      | Gaziantep BŞB       | svincolato |
| AP | Sean McDermott      | Memphis Hustle      | svincolato |
| A  | Gabe Brown          | Raptors 905         | svincolato |
| C  | Willie Cauley-Stein | R.G.V. Vipers       | svincolato |
| C  | Leonardo Okeke      | Olimpia Milano      | prestito   |
| C  | Scott Ulaneo        | Benedetto XIV Cento | svincolato |

| Cessioni | Cessioni            | Cessioni          | Cessioni       | Cessioni |
| R.       | Nome                | a                 | Modalità       |          |
| -------- | ------------------- | ----------------- | -------------- | -------- |
| P        | Giovanni De Nicolao | Napoli Basket     | fine contratto |          |
| P        | Colbey Ross         | Budućnost         | fine contratto |          |
| G        | Markel Brown        | Girona            | fine contratto |          |
| A        | Giancarlo Ferrero   | Pall. Trieste     | fine contratto |          |
| A        | Jaron Johnson       | Çağdaş Bodrumspor | fine contratto |          |
| A        | Justin Reyes        | Pall. Trieste     | fine contratto |          |
| C        | Guglielmo Caruso    | Olimpia Milano    | definitivo     |          |
| C        | Tariq Owens         | Napoli Basket     | fine contratto |          |

### Dopo l'inizio della stagione
| Acquisti | Acquisti        | Acquisti          | Acquisti         | Acquisti   |
| R.       | Nome            | da                | Data             | Modalità   |
| -------- | --------------- | ----------------- | ---------------- | ---------- |
| AP       | James Young     | Universo Treviso  | 29 novembre 2023 | svincolato |
| C        | Skylar Spencer  | Libert. Querétaro | 12 dicembre 2023 | svincolato |
| P        | Niccolò Mannion | Saski Baskonia    | 21 dicembre 2023 | svincolato |
| G        | Hugo Besson     | FMP Belgrado      | 26 febbraio 2024 | svincolato |
| AG       | Michael Gilmore | PAOK Salonicco    | 20 Marzo 2024    | svincolato |

| Cessioni | Cessioni            | Cessioni     | Cessioni         | Cessioni       |
| R.       | Nome                | a            | Data             | Modalità       |
| -------- | ------------------- | ------------ | ---------------- | -------------- |
| C        | Willie Cauley-Stein | Free agent   | 30 dicembre 2023 | rescissione    |
| P        | Vinnie Shahid       | JuVi Cremona | 3 gennaio 2023   | rescissione    |
| AP       | James Young         | Free agent   | 1 febbraio 2024  | fine contratto |
| G        | Olivier Hanlan      | CSKA Mosca   | 1 marzo 2024     | definitivo     |
| A        | Nicolò Virginio     | JuVi Cremona | 4 aprile 2024    | prestito       |